# Олененко Юрій Олександрович
Юрій Олександрович Олененко (14 жовтня 1934, Згурівка, Київська область, Українська РСР, СРСР — 15 червня 2010, Київ) — український організатор кіновиробництва, міністр культури УРСР, голова комітету у справах національностей при Кабінеті Міністрів України, надзвичайний і повноважний посол України в Естонії, депутат Верховної Ради УРСР 10—11-го скликань. Член Ревізійної Комісії КПУ в 1981—1986 р. Голова Ревізійної Комісії КПУ в 1984—1986 р. Член ЦК КПУ в 1986—1990 р.

## Біографія
Народився 14 жовтня 1934 у смт Згурівці Київської області в родині бухгалтера.
Трудову діяльність почав у 1953 році електрозварником на Київському судноремонтно-суднобудівельному заводі. Служив у Радянській армії.
У 1964 році закінчив акторський факультет Київського державного інституту театрального мистецтва імені Карпенка-Карого.
У 1964—1968 роках виступав на сцені Харківського академічного українського драматичного театру імені Т. Г. Шевченко.
У 1968—1975 роках — старший викладач акторської майстерності, декан кінофакультету Київського державного інституту театрального мистецтва імені І. К. Карпенка-Карого.
Член КПРС з 1971 року.
У 1975—1976 роках працював начальником відділу театрів та заступником начальника Головного управління театрів і музичних закладів Міністерства культури Української РСР.
У 1976—1977 роках — завідувач сектору театрів і музичного мистецтва відділу культури ЦК КПУ.
У 1977—1979 роках — заступник завідувача відділу культури ЦК КПУ.
10 грудня 1979— 13 вересня 1983 року — голова Державного комітету Української РСР із кінематографії.
13 вересня 1983— 7 липня 1991 року — міністр культури Української РСР.
У 1990—1993 роках — голова Комітету у справах національностей при Кабінеті Міністрів України.
У 1993—1999 роках — надзвичайний і повноважний посол України в Естонії.
Був членом Національної Спілки кінематографістів України. Заслужений діяч мистецтв України.

Могила Юрія Олененка

Помер 15 червня 2010 року. Похований на Байковому кладовищі (ділянка № 52а).

## Нагороди
Нагороджений орденом «Дружби народів», орденом Естонії, медалями.